# Така е на 40
„Така е на 40“ (на английски: This Is 40) е американски комедиен филм от 2012 г., написан и режисиран от Джъд Апатоу, с участието на Пол Ръд и Лесли Ман. Това е спиноф на „Позабременяла“ (2007) и се съсредоточава около семейната двойка Пийт (Ръд) и Деби (Ман), героите от предишния филм, чиято стресираща връзка се усложнява със всяко навъртане на 40 години. Джон Литгоу, Меган Фокс и Албърт Брукс се появяват в поддържащи роли. Филмът е пуснат по кината в Северна Америка на 21 декември 2012 г. от „Юнивърсъл Пикчърс“.

## Актьорски състав
| Актьор          | Роля                                      |
| --------------- | ----------------------------------------- |
| Пол Ръд         | Пийт, съпруг на Деби                      |
| Лесли Ман       | Деби, съпруга на Пийт                     |
| Мод Апатоу      | Сади, 13-годишната дъщеря на Деби и Пийт  |
| Айрис Апатоу    | Шарлот, 8-годишната дъщеря на Деби и Пийт |
| Джейсън Сийгъл  | Джейсън, треньор на Деби                  |
| Шарлийн Ий      | Джоди, колежка на Деби                    |
| Тим Багли       | Доктор Пелегрино, гинеколога на Деби      |
| Джон Литгоу     | Оливър, баща на Деби                      |
| Албърт Брукс    | Лари, баща на Пийт                        |
| Меган Фокс      | Деси, колежка на Деби                     |
| Крис О'Дауд     | Рони, колега на Пийт                      |
| Мелиса Маккарти | Катрин                                    |
| Райън Лий       | Джоузеф                                   |
| Лена Дънъм      | Кет, колега на Пийт                       |
| Робърт Смигъл   | Бари, приятел на Пийт                     |
| Ани Мъмоло      | Барб, приятелка на Деби                   |
| Джоан Барън     | Госпожа Лавиати                           |
| Ава Самбора     | Уенди, най-добрата приятелка на Сади      |
| Майкъл Иън Блек | Банков консултант                         |

## В България
В България филмът е пуснат по кината на 15 март 2013 г. от „Форум Филм България“.
На 15 юли 2013 г. е издаден на DVD от „А Плюс Филмс“.
На 10 октомври 2017 г. е излъчен за първи път по „Би Ти Ви Синема“ във вторник от 21:00 ч. Дублажът е на студио „Ви Ем Ес“. Екипът се състои от:
| Озвучаващи артисти  | Петя Абаджиева Ева Демирева Мартин Герасков Любомир Младенов Христо Чешмеджиев |
| Преводач            | Невена Ангелова                                                                |
| Тонрежисьор         | Георги Калудов                                                                 |
| Режисьор на дублажа | Радослав Рачев                                                                 |